# Paul Falkenberg (réalisateur)
Pour les articles homonymes, voir Paul Falkenberg (homonymie).
Paul Victor Falkenberg, né le 26 octobre 1903 à Berlin (Allemagne) et mort le 13 janvier 1986 à New York (États-Unis), est un monteur et documentariste germano-américain.

## Biographie
Paul Falkenberg commence sa carrière à l'époque du film muet. En 1924, il est assistant monteur du film Les Nibelungen, le classique en deux parties de Fritz Lang. Au milieu de cette décennie, Falkenberg fait connaissance avec le réalisateur G.W. Pabst, pour lequel il travaille également comme assistant. Avec Crise (Abwege, 1928), Falkenberg est pour la première fois co-monteur.
À la fin des années 1920, à l'avènement du film sonore, il travaille principalement comme assistant réalisateur pour les productions de Pabst, Loulou (Die Büchse der Pandora), Le Journal d'une fille perdue et Quatre de l'infanterie.

## Filmographie

### Comme monteur
- 1930 : Die Lindenwirtin
- 1931 : 1914, fleurs meurtries (1914, die letzten Tage vor dem Weltbrand)
- 1931 : Schuberts Frühlingstraum
- 1931 : M le maudit (M)
- 1931 : Les Treize Malles de monsieur O. F. (Die Koffer des Herrn O.F.) d'Alexis Granowsky
- 1931 : Le Grand Amour (Die große Liebe)
- 1933 : Die Abenteuer des Königs Pausole
- 1934 : Doña Francisquita
- 1934 : Salto in die Seligkeit
- 1935 : Letzte Liebe
- 1956 : Modesta
- 1960 : Hideout in the Sun
- 1963 : Nature's Sweethearts
- 1965 : F.D.R.  (série télévisée)
- 1968 : Girls Come Too

### Comme réalisateur
- 1929 : Bundestag. Ein Kameradenfilm
- 1966 : Willem de Kooning, the Painter

### Comme producteur
- 1939 : L'Or dans la montagne  (ou Farinet ou l'Or dans la montagne)
- 1947 : Clearing the Way
- 1951 : Jackson Pollock 51
- 1961 : Gothic Art

### Commemonteur son
- 1931 : M le maudit (M))
- 1932 : Vampyr (Vampyr ou l'étrange aventure de David Gray)

### Comme assistant réalisateur
- 1929 : Loulou (Die Büchse der Pandora) de Georg Wilhelm Pabst
- 1929 : Le Journal d'une fille perdue de Georg Wilhelm Pabst
- 1930 : Moral um Mitternacht de Marc Sorkin